# Флаг Каракалпакстана
Государственный флаг Респу́блики Каракалпакста́н (каракалп. Qaraqalpaqstan Respublikasınıń  mámleketlik bayraǵi /  Қарақалпақстан Республикасының мәмлекетлик байрағи; узб. Qoraqalpogʻiston Respublikasining davlat bayrogʻi /  Қорақалпоғистон Республикасининг давлат байроғи) — один из официальных символов (наряду с гербом и гимном) Республики Каракалпакстан — суверенной республики в составе Республики Узбекистан. Утвержден 14 декабря 1992 года, когда был принят закон «О государственном флаге Республики Каракалпакстан». Флаг разработан по эскизу известного советского, каракалпакского и узбекистанского художника — Жоллыбая Изентаева.

## Описание флага
Государственный флаг Республики Каракалпакстан представляет собой прямоугольное полотнище, состоящее из трёх горизонтальных полос голубого, золотистого (или желтого) и зелёного цветов. Золотистую полосу отделяют каёмки белого и красного цветов.
Длина флага — 250 см, ширина — 125 см. Ширина голубой и зелёной полос равны между собой и составляет 42 см. Ширина полосы золотистого цвета, расположенной в середине флага — 34 см. Ширина белых каёмок — 1 см, а красных — 2,5 см.
На верхней голубой полосе изображены белый полумесяц (выпуклой стороной к древку флага), и справа от него пять пятиконечных звёзд белого цвета. Полумесяц образуется пересечением двух окружностей, диаметры которых равны 22 и 19 см. Центры этих окружностей лежат на прямой, разделяющей голубую полосу на две равные части. Расстояние между центрами этих окружностей — 4 см. Расстояние от древка флага до полумесяца — 20 см. Звёзды вписываются в прямоугольник размером 30 см на 15 см. Расстояние от древка флага до прямоугольника — 42 см. Звёзды расположены в два ряда следующим образом: верхний ряд состоит из двух, нижний — из трёх звёзд; каждая звезда вписывается в окружность диаметром 10 см. Нижняя точка полумесяца и вершины лучей нижнего ряда звёзд касаются горизонтальной прямой, расположенной на расстоянии 10 см от верхней белой полоски.

## Использование
Государственный флаг устанавливается на крыше здания Жокаргы Кенеса, государственных зданий Республики Каракалпакстан. Также флаг Республики Каракалпастана поднимается на различных соревнованиях при внутри Узбекистана, вхождении на пьедестал спортсменов из Каракалпакстана, призёров соревнований.

## Значение цветов и элементов флага
Государственный флаг Республики Каракалпакстан представляет собой прямоугольное полотнище, состоящее из трёх горизонтальных полос голубого, желтого и зелёного цветов. Полосу желтого цвета отделяют белые и красные каёмки.
Голубой цвет флага является символом воды и весны. Желтый цвет указывает на то, что большая часть Каракалпакстана состоит из пустынь. Зеленый цвет является признаком обновления природы, духовности, доверия и солнца. Полумесяц является священным воплощением мусульман, образ пяти звезд является символом жизни и доверия пяти самых древних городов Каракалпакстана. Государственный флаг Республики Каракалпакстан представляет Республику Каракалпакстан на международной арене: при визитах официальных делегаций Республики Каракалпакстан в зарубежные страны, в международных организациях, на конференциях, всемирных выставках, на спортивных соревнованиях.
Государственный флаг Республики Каракалпакстан равен флагам других стран на международной арене.
Граждане Республики Каракалпакстан, а также другие жители, проживающие здесь, должны уважать Государственный флаг Республики Каракалпакстан.

## Исторические флаги на территории нынешнего Каракалпакстана

### Хивинское ханство (Государство Хорезм)
- Флаг ханства в 1917—1920 годах

### Хорезмская Народная Советская Республика (Хорезмская Советская Социалистическая Республика)
- С 23 октября 1923 года по 2 октября 1924 года
- С июля 1922 года по 23 октября 1923 года
- С мая 1921 года по июль 1922 года
- С 30 апреля 1920 года по май 1921 года
- С января 1920 года по 30 апреля 1920 года

### Туркестанская Автономная Советская Социалистическая Республика(в составеРСФСР)
- В 1919—1921 годах
- В 1921—1924 годах[источник не указан 1199 дней]

### Киргизская Автономная Социалистическая Советская Республика(в составеРСФСР)
- В 1920—1925 годах

### Узбекская Советская Социалистическая Республика
- С 29 августа 1952 года по 18 ноября 1991 года
- С 16 января 1941 года по 29 августа 1952 года
- С 1937 года по 16 января 1941 года
- С января 1935 года по 1937 год
- С 1931 года по январь 1935 года
- С 9 января 1926 года по 1931 год
- С 22 июля 1925 года по 9 января 1926 года

### Каракалпакская Автономная Советская Социалистическая Республика(сначала в составе РСФСР, затем в составе Узбекской ССР)
- В 1952—1992 годах
- В 1941—1952 годах
- В 1937—1941 годах
- В 1934—1937 годах